# Zonsverduisteringen van 1621 t/m 1630
De periode 1621 t/m 1630 bevat 23 zonsverduisteringen. Deze zijn onderverdeeld in de volgende typen:
- 7 totale
- 7 ringvormige
- 4 hybride
- 5 gedeeltelijke

## Overzicht
Onderstaand overzicht bevat alle details van deze zonsverduisteringen.
| Datum        | UTC op Max | Type         | Stijl                       | Saros nr | Magni- tude | Lengte op Max | Coördinaten op Max |
| ------------ | ---------- | ------------ | --------------------------- | -------- | ----------- | ------------- | ------------------ |
| 21 mei 1621  | 08:53:44   | ringvormig   | centraal                    | 112      | 0.9962      | 0m 18s        | 63.1n 36.1o        |
| 13 nov. 1621 | 14:23:13   | totaal       | centraal                    | 117      | 1.0194      | 1m 28s        | 55.8z 49.7w        |
| 10 mei 1622  | 13:55:35   | ringvormig   | middelste eclips Sarosserie | 122      | 0.9531      | 6m 7s         | 13.5n 28.8w        |
| 3 nov. 1622  | 05:34:48   | totaal       | centraal                    | 127      | 1.0544      | 5m 1s         | 10.7z 93.7o        |
| 29 apr. 1623 | 14:16:00   | ringvormig   | centraal                    | 132      | 0.9378      | 6m 54s        | 39.8z 20.4w        |
| 23 okt. 1623 | 21:17:10   | totaal       | centraal                    | 137      | 1.0298      | 2m 31s        | 37.8n 128.0w       |
| 19 mrt. 1624 | 04:40:36   | gedeeltelijk |                             | 104      | 0.5288      | -             | 72.0n 23.5o        |
| 17 apr. 1624 | 17:16:18   | gedeeltelijk | eerste eclips Sarosserie    | 142      | 0.0582      | -             | 71.2z 23.1w        |
| 12 sep. 1624 | 19:19:26   | gedeeltelijk |                             | 109      | 0.5133      | -             | 72.0z 171.5o       |
| 12 okt. 1624 | 08:53:55   | gedeeltelijk | eerste eclips Sarosserie    | 147      | 0.0089      | -             | 71.5n 109.9o       |
| 8 mrt. 1625  | 17:32:39   | totaal       | centraal                    | 114      | 1.0434      | 3m 50s        | 23.9n 89.4w        |
| 1 sep. 1625  | 21:06:57   | ringvormig   | centraal                    | 119      | 0.9380      | 7m 37s        | 24.2z 146.4w       |
| 26 feb. 1626 | 09:37:27   | totaal       | centraal                    | 124      | 1.0535      | 4m 42s        | 19.7z 42.7o        |
| 21 aug. 1626 | 21:47:42   | ringvormig   | centraal                    | 129      | 0.9584      | 4m 54s        | 23.1n 142.9w       |
| 16 feb. 1627 | 00:13:31   | hybride      | centraal                    | 134      | 1.0040      | 0m 15s        | 72.3z 130.9w       |
| 11 aug. 1627 | 04:17:14   | hybride      | centraal                    | 139      | 1.0001      | 0m 0s         | 77.7n 173.3w       |
| 6 jan. 1628  | 15:52:52   | gedeeltelijk |                             | 106      | 0.4739      | -             | 67.4n 59.2w        |
| 1 juli 1628  | 10:50:39   | totaal       | centraal                    | 111      | 1.0692      | 5m 32s        | 40.3z 20.0o        |
| 25 dec. 1628 | 15:08:47   | ringvormig   | centraal                    | 116      | 0.9153      | 12m 2s        | 15.4n 44.0w        |
| 21 juni 1629 | 03:59:24   | totaal       | centraal                    | 121      | 1.0670      | 6m 20s        | 14.5n 121.6o       |
| 14 dec. 1629 | 16:19:07   | ringvormig   | centraal                    | 126      | 0.9513      | 5m 38s        | 27.6z 66.2w        |
| 10 juni 1630 | 17:41:07   | hybride      | centraal                    | 131      | 1.0122      | 0m 55s        | 60.9n 98.3w        |
| 4 dec. 1630  | 00:38:59   | hybride      | centraal                    | 136      | 1.0017      | 0m 7s         | 68.7z 139.6o       |

### Legenda
| Kolomhoofd         | Uitleg                                                                                                |
| ------------------ | --- |
| Datum              | Datum op het moment van het maximum van de eclips                                                     |
| UTC op Max         | Tijd in UTC op het moment van het maximum van de eclips                                               |
| Type               | Type van de eclips                                                                                    |
| Stijl              | Binnen een type zijn verschillende stijlen mogelijk                                                   |
| Sarosnr            | Het nr van de sarosreeks waartoe de eclips behoort                                                    |
| Magnitude          | Percentage van verduistering van de middellijn van de zon op het moment van het maximum van de eclips |
| Lengte op Max      | Tijdsduur van de eclips op de plek met het maximum                                                    |
| Coördinaten op Max | Coördinaten op het moment van het maximum van de eclips                                               |